# Ачуа
Ачуа (рум. Aciua) — село у повіті Сату-Маре в Румунії. Входить до складу комуни Помі.
Село розташоване на відстані 417 км на північний захід від Бухареста, 37 км на схід від Сату-Маре, 102 км на північ від Клуж-Напоки.

## Населення
За даними перепису населення 2002 року у селі проживали 169 осіб, з них 166 осіб (98,2%) румунів. Рідною мовою 167 осіб (98,8%) назвали румунську.